# Markus Willinger
Markus Willinger (* 12. Juli 1967 in Arnstorf, Niederbayern) ist ein deutscher Domorganist, Diözesanmusikdirektor und Professor für Orgelspiel.

## Biographie
Nach dem Besuch des Gymnasiums am Kloster Metten studierte er die Fächer Katholische Kirchenmusik (A-Examen) und Hauptfach Orgel an der Hochschule für Musik und Theater München. Anschließend war er als Assistent am Dom zu Eichstätt tätig. Sein Meisterklassen-Studium absolvierte er bei Franz Lehrndorfer in München, sein Konzertreifestudium im Fach Orgelimprovisation bei Daniel Roth an der Hochschule für Musik in Saarbrücken.
In den Jahren 1991 bis 1994 wirkte er als Kirchenmusiker an der Stadtpfarrkirche St. Georg in Freising. Seit Oktober 1994 ist Markus Willinger Dozent für Liturgisches- und Künstlerisches Orgelspiel am Meistersinger-Konservatorium in Nürnberg, der jetzigen Hochschule für Musik Nürnberg. Seit Januar 1995 ist er Domorganist am Bamberger Kaiserdom, wo er 2005 in einem Zyklus von 16 Konzerten und beginnend im Advent 2018 in einem Zyklus von 20 Konzerten jeweils das gesamte Orgelwerk von Johann Sebastian Bach aufführte. Zudem ist Willinger amtlicher Sachverständiger für das Orgel- und Glockenwesen im Erzbistum Bamberg.
2003 gründete Markus Willinger ein Vokalensemble, das sich 2009 den Namen Capella Henrici gab. Es besteht aus studierten Sängerinnen und Sängern und erfahrenen Laiensängern und tritt regelmäßig im Bamberger Dom auf. Seit dem Wintersemester 2006 unterrichtet Markus Willinger in der Nachfolge von Karl Maureen als Professor für Orgelspiel an der Hochschule für Musik Nürnberg. Seit 2007 ist er auch Diözesanmusikdirektor und Leiter des Amts für Kirchenmusik des Erzbistums Bamberg. Neben seinen kirchlichen und akademischen Verpflichtungen konzertiert Markus Willinger regelmäßig im In- und Ausland. Von Herbst 2021 bis Mai 2022 war Markus Willinger zudem kommissarischer Teamleiter der Chöre am Bamberger Dom.

## Werke (Auswahl)
- Sanctus (GL 733) für Chor SATB, Gemeinde und Orgel. Melodie nach „Amen“ von Iso Rechsteiner 1972, eingerichtet von Matthias Kreuels 1992/94. Vorspiel und Satz Markus Willinger.
- Fantasia in C für Orgel-Solo, BWV 573 von Johann Sebastian Bach. Bearbeitung und Ergänzung des Fragmentes. In: Freie Orgelmusik aus fünf Jahrhunderten, Teil 1. Bamberg 2016.

## Tonträger
- Venite Populi. Chor und Orgelmusik des 19. und 20. Jahrhunderts. 1995.
- Orgeln im Erzbistum Bamberg. Ein musikalischer Weg durch das Kirchenjahr. 2007.
- Die Kunst der Orgelimprovisation. „Die vier Jahreszeiten“, Vol 6. ORGANpromotion 2007.
- Vor dir sind tausend Jahre wie ein Tag. Vesper zum 1000-jährigen Jubiläum des Bistums Bamberg. Cavalli-Records Bamberg 2007.
- Die große Orgel im Dom zu Bamberg. Ambiente.
- Die Rohlf-Orgel der Pfarrkirche St. Michael zu Mehring. Ambiente 2010.